# Хребет Вернадского
Хребет Вернадского  — горный хребет на острове Парамушир (Курильские острова).
Назван в честь русского и советского учёного — естествоиспытателя Владимира Ивановича Вернадского.
Протяженность – 34 км, ширина – до 16 км. В состав хребта входят пять вулканов четвертичного возраста, в т.ч. самый известный действующий вулкан Эбеко, высотой 1037 м. 